# Pahuatlán
Pahuatlán (offiziell Pahuatlán del Valle) ist ein Ort mit etwa 3.500 Einwohnern und Hauptort des ungefähr 25.000 Einwohner zählenden gleichnamigen Verwaltungsbezirks (municipio) im Nordwesten des mexikanischen Bundesstaats Puebla. Wegen ihres kolonialzeitlichen Zentrums zählt die Stadt zu den Pueblos Mágicos.

## Lage und Klima
Die Stadt Pahuatlán liegt im waldreichen Bergland der Sierra Madre Oriental ca. 190 km (Fahrtstrecke) nördlich der Stadt Puebla in einer Höhe von etwa 1060 m; Mexiko-Stadt ist ca. 160 km in südwestlicher Richtung entfernt. Das Klima ist gemäßigt bis mild; der für mexikanische Verhältnisse reichliche Regen (ca. 1080 mm/Jahr) kommt vom Golf von Mexiko und fällt hauptsächlich während des Sommerhalbjahrs.

## Bevölkerung
| Jahr      | 1900  | 1950  | 2000  |
| Einwohner | 2.765 | 3.062 | 3.208 |

Zum Verwaltungsbezirk (municipio) gehören auch die Orte San Pablito, Xolotla, Atla und andere. Nur ein kleiner Teil der Einwohner ist spanischer Abstammung; Umgangssprachen sind Spanisch sowie ein regionaler Nahuatl-Dialekt.

## Wirtschaft
Die Bewohner der Umgebung leben hauptsächlich von der Landwirtschaft, wozu auch der Obstbau (vor allem Avocados, aber auch Äpfel, Pflaumen und Kirschen) und die Viehhaltung zählen. Außerdem war und ist die Region bekannt wegen der Herstellung von Amatl-Papier. Sukzessive haben sich Kleinhändler, Handwerker und Dienstleister aller Art niedergelassen.

## Geschichte
Bereits vor der Ankunft der Spanier siedelten wahrscheinlich Totonaken und Otomí in der Gegend, die im 15. Jahrhundert von den Azteken erobert und tributpflichtig gemacht wurde. Im Jahr 1522 stießen die spanischen Konquistadoren hierhin vor und etablierten ein Encomienda-System. Die Gründung einer Missionsstation des Augustinerordens im Jahr 1532 gilt als Gründungsjahr des Ortes, der im Jahr 1861 die Stadtrechte (villazgo) erhielt.

## Sehenswürdigkeiten
- Die einschiffige Iglesia de Santiago Apóstol ist eine Gründung des Franziskanerordens und stammt aus dem 19. Jahrhundert; ihr Tonnengewölbe und die Kuppel sind aus Ziegelsteinen gefertigt.

Umgebung
- Der ca. 10 km nordwestlich gelegene und nur über eine kurvenreiche Straße erreichbare Ort San Pablito ist des regionale Zentrum der Amatl-Herstellung.